# 元田町
元田町（もとだまち）は、愛知県名古屋市中区の地名。

## 歴史

### 町名の由来
近接する三田町に対して、元の地であることに由来するという。

### 沿革
- 1911年（明治44年）11月1日 - 前津小林町字北三反田・南三反田の各一部により元田町1丁目が、前津小林町字南三反田の一部により元田町2丁目が、前津小林町字大ノ田の一部により元田町3・4丁目がそれぞれ成立する[1]。
- 1942年（昭和17年）2月1日 - 三田町との間で境界変更[1]。
- 1944年（昭和19年）2月11日 - 昭和区成立に伴い、一部が同区元田町3・4丁目となる[1]。
- 1946年（昭和21年）4月15日 - 昭和区元田町3・4丁目を中区に編入する[2]。
- 1969年（昭和44年）10月21日 - 住居表示に伴い、元田町1・2丁目が千代田三丁目、元田町2〜4丁目が千代田四丁目に編入され、消滅[2]。